# 3 000 mètres steeple masculin aux championnats du monde d'athlétisme 2009
Navigation
Osaka 2007 Daegu 2011
L'épreuve du 3 000 mètres steeple masculin des championnats du monde de 2009 s'est déroulée les 16 et 18 août 2009 dans le Stade olympique de Berlin, en Allemagne. Elle est remportée par le Kényan Ezekiel Kemboi.

## Critères de qualification
Pour se qualifier (minima A), il faut avoir réalisé moins de 8 min 23 s du 1er janvier 2008 au 3 août 2009. Le minima B est de 8 min 33 s 50.

## Résultats
Qualifiés pour la finale du 3 000 mètres steeple (les 4 premiers de chaque série (Q) plus les trois meilleurs temps (q)).
| Rang | Athlète                     | Pays     | Temps         | Note   |
| ---- | --------------------------- | -------- | ------------- | ------ |
| 1    | Richard Kipkemboi Mateelong | Kenya    | 8 min 17 s 99 | Q      |
| 2    | Tareq Mubarak Taher         | Bahreïn  | 8 min 18 s 13 | Q      |
| 3    | Paul Kipsiele Koech         | Kenya    | 8 min 18 s 16 | Q      |
| 4    | Roba Gari                   | Éthiopie | 8 min 18 s 22 | Q      |
| 5    | Abubaker Ali Kamal          | Qatar    | 8 min 18 s 95 | q (SB) |

| Rang | Athlète               | Pays           | Temps         | Note |
| ---- | --------------------- | -------------- | ------------- | ---- |
| 1    | Brimin Kiprop Kipruto | Kenya          | 8 min 18 s 07 | Q    |
| 2    | Bouabdellah Tahri     | France         | 8 min 18 s 23 | Q    |
| 3    | Ruben Ramolefi        | Afrique du Sud | 8 min 18 s 24 | Q    |
| 4    | Benjamin Kiplagat     | Ouganda        | 8 min 18 s 55 | Q    |
| 5    | Jukka Keskisalo       | Finlande       | 8 min 22 s 00 | q    |
| 6    | Mustafa Mohamed       | Suède          | 8 min 22 s 92 | q    |

| Rang | Athlète        | Pays     | Temps         | Note                         |
| ---- | -------------- | -------- | ------------- | ---------------------------- |
| 1    | Ezekiel Kemboi | Kenya    | 8 min 19 s 36 | Q                            |
| 2    | Jamel Chatbi   | Maroc    | 8 min 20 s 26 | DQ (dopage, le 18 août 2009) |
| 3    | Yacob Jarso    | Éthiopie | 8 min 20 s 91 | Q                            |
| 4    | Eliseo Martín  | Espagne  | 8 min 24 s 29 | Q                            |

Avec José Luis Blanco  Espagne 8 min 24 s 07 qui aurait pu remplacer l'athlète disqualifié et qui n'a pas pris le départ. 
Il est à remarquer qu'à l'exception du Finlandais Keskitalo, de l'Espagnol Martin, du Français Tahri et du Sud-Africain Ramolefi, tous les finalistes sont originaires de la Corne de l'Afrique (Kenya, Éthiopie, Ouganda ou Somalie).

### Finale

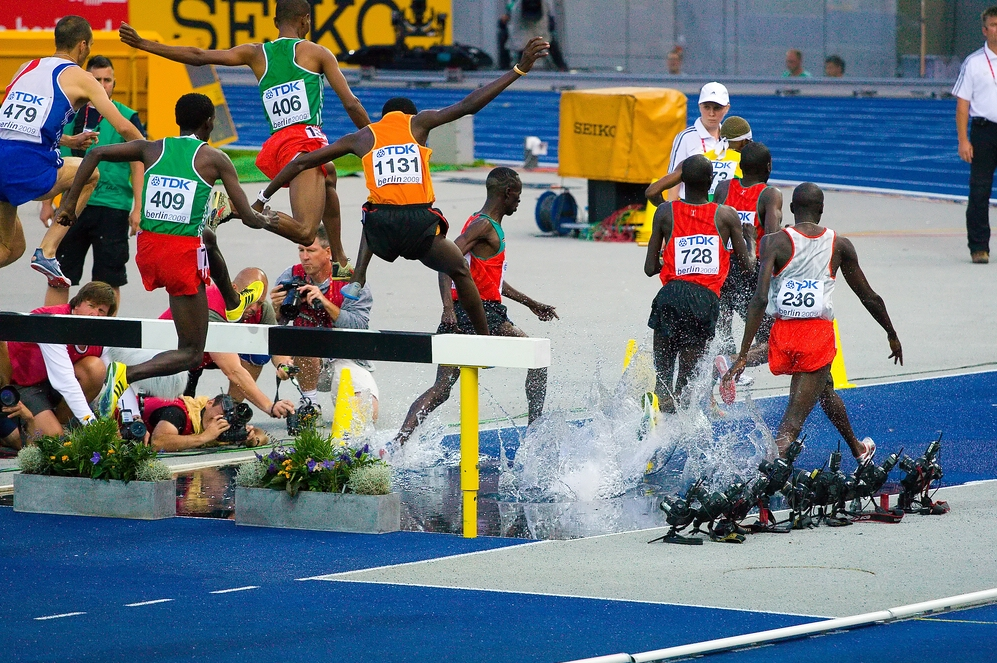
Finale du 3000 mètres steeple

| Rang               | Pays           | Athlète                     | Temps         | Note |
| ------------------ | -------------- | --------------------------- | ------------- | ---- |
| Médaille d'or      | Kenya          | Ezekiel Kemboi              | 8 min 00 s 43 | CR   |
| Médaille d'argent  | Kenya          | Richard Kipkemboi Mateelong | 8 min 00 s 89 | PB   |
| Médaille de bronze | France         | Bouabdellah Tahri           | 8 min 01 s 18 | AR   |
| 4                  | Kenya          | Paul Kipsiele Koech         | 8 min 01 s 26 | SB   |
| 5                  | Éthiopie       | Yacob Jarso                 | 8 min 12 s 13 | PB   |
| 6                  | Éthiopie       | Roba Gari                   | 8 min 12 s 40 |      |
| 7                  | Kenya          | Brimin Kiprop Kipruto       | 8 min 12 s 61 |      |
| 8                  | Finlande       | Jukka Keskisalo             | 8 min 14 s 47 |      |
| 9                  | Espagne        | Eliseo Martín               | 8 min 16 s 51 | SB   |
| 10                 | Bahreïn        | Tareq Mubarak Taher         | 8 min 17 s 08 |      |
| 11                 | Ouganda        | Benjamin Kiplagat           | 8 min 17 s 82 |      |
| 12                 | Qatar          | Abubaker Ali Kamal          | 8 min 19 s 72 |      |
| 13                 | Afrique du Sud | Ruben Ramolefi              | 8 min 32 s 54 |      |
| 14                 | Suède          | Mustafa Mohamed             | 8 min 35 s 77 |      |
| 15                 | Maroc          | Jamel Chatbi                | DNS           |      |

### Séries
| Rang | Athlète | Temps |
| ---- | ------- | ----- |
| 1    |         |       |
| 2    |         |       |
| 3    |         |       |
| 4    |         |       |
| 5    |         |       |
| 6    |         |       |
| 7    |         |       |
| 8    |         |       |
| 9    |         |       |
| 10   |         |       |
| 11   |         |       |
| 12   |         |       |

| Rang | Athlète | Temps |
| ---- | ------- | ----- |
| 1    |         |       |
| 2    |         |       |
| 3    |         |       |
| 4    |         |       |
| 5    |         |       |
| 6    |         |       |
| 7    |         |       |
| 8    |         |       |
| 9    |         |       |
| 10   |         |       |
| 11   |         |       |
| 12   |         |       |

| Rang | Athlète | Temps |
| ---- | ------- | ----- |
| 1    |         |       |
| 2    |         |       |
| 3    |         |       |
| 4    |         |       |
| 5    |         |       |
| 6    |         |       |
| 7    |         |       |
| 8    |         |       |
| 9    |         |       |
| 10   |         |       |
| 11   |         |       |
| 12   |         |       |

## Légende
Records et Performances
- AR : Record continental (area record)
- CR : Record des championnats (championship record)
- MR : Record du meeting (meet record)
- NR : Record national (national record)
- OR : Record olympique (olympic record)
- PR : Record paralympique (paralympic record)
- PB : Record personnel (personal best)
- SB : Meilleure performance personnelle de la saison (season's best)
- WL : Meilleure performance mondiale de l'année (world leader)
- WJR : Record du monde junior (world junior record)
- WR : Record du monde (world record)

Circonstances et Conditions
- DNF : N'a pas terminé (did not finish)
- DNS : N'a pas pris le départ (did not start)
- DQ : Disqualification (disqualification)
- NM : Aucun essai valable enregistré (No Mark)
- Q : Qualifié « directement » au prochain tour (ou à la prochaine compétition), lors d'une compétition majeure, grâce au classement ou à la réalisation des minima (automatic qualifier)
- q : Qualifié au prochain tour (ou à la prochaine compétition), lors d'une compétition majeure, grâce au repêchage ou à la réalisation de l'une des meilleures performances parmi celles des « non qualifiés directement » (grâce au meilleur temps ou à la meilleure distance par exemple) (secondary qualifier)